# Via, la voie du peuple
Via, la voie du peuple – francuska chrześcijańsko-demokratyczna partia polityczna, do 2009 funkcjonująca pod nazwą Forum Socjalnych Republikanów (fr. Forum des républicains sociaux, FRS), następnie do 2020 działająca jako Partia Chrześcijańsko-Demokratyczna (fr. Parti chrétien-démocrate, PCD).

## Historia
FRS powstało w marcu 2001 jako frakcja w ramach Unii na rzecz Demokracji Francuskiej, którą przekształcono w partię, gdy jego przewodnicząca Christine Boutin ogłosiła swój start w wyborach prezydenckich w 2002. W tym samym roku ugrupowanie podjęło współpracę z nowo tworzoną Unią na rzecz Ruchu Ludowego. Uzyskało status partii afiliowanej przy UMP. W 2007 jego liderka w rządzie François Fillona została ministrem budownictwa, w tym samym roku trzech przedstawicieli republikanów uzyskało mandaty do Zgromadzenia Narodowego. W 2009 FRS zmieniło nazwę i dokonało przekształcenia w Partię Chrześcijańsko-Demokratyczną. PCD kontynuowała sojusz z UMP (w 2012 wprowadziła 1 posła). W 2013 jej przewodniczącym został deputowany Jean-Frédéric Poisson. W 2017 partia utraciła parlamentarną reprezentację.
W 2020 formacja przyjęła nazwę Via, la voie du peuple.